# Zehneria angolensis
Zehneria angolensis är en gurkväxtart som beskrevs av Joseph Dalton Hooker. Zehneria angolensis ingår i släktet Zehneria och familjen gurkväxter. Inga underarter finns listade i Catalogue of Life.